# 아르세니오 팔포르트
아르세니오 팔포르트는 네덜란드의 축구 선수로, 포지션은 윙어이다. K리그에서 뛸 당시의 등록명은 발부르트였다.